# Скибин (Винницкая область)
Скибин (укр. Скибин) — село на Украине, находится в Винницком (до реформы 2020 года в Оратовском) районе Винницкой области.
Код КОАТУУ — 0523187903. Население по переписи 2001 года составляло 116 человек. Почтовый индекс — 22642. Телефонный код — 4330.
Занимает площадь 0,585 км².

## Адрес местного совета
22642, Винницкая область, Винницкий р-н, с. Яблоновица, ул. Карла Маркса, 10